# Phragmatobia strandi
Phragmatobia strandi là một loài bướm đêm thuộc phân họ Arctiinae, họ Erebidae.